# Морсбак
Морсба́к или Морсбах (фр. Morsbach) — коммуна во французском департаменте Мозель региона Лотарингия. Относится к кантону Беран-ле-Форбаш.

## География
Морсбак расположен в 55 км к востоку от Меца на франко-германской границе. Соседние коммуны: немецкий Гросроссельн на севере, Форбаш на северо-востоке, Беран-ле-Форбаш на востоке, Фольклен на юго-востоке, Кошран на юге.
Название коммуны возникло по одноимённой реке, пересекающей Морбак.

## История
- Впервые Морбак упоминается в около 1200 года.
- В 1581 году вошёл в герцогство Лотарингия, а в 1766 году — в состав Франции.

## Демография
По переписи 2008 года в коммуне проживало 2598 человек.

## Достопримечательности
- Следы древнеримского тракта.
- Церковь Сен-Себастьян 1909 года, в неоготическом стиле.